# Lucien Lévy-Bruhl
Lucien Lévy-Bruhl, född 10 april 1857 i Paris, Frankrike, död 13 mars 1939 i Paris, var en fransk antropolog och filosof, professor vid Sorbonne 1904-1927.

## Biografi
Lévy-Bruhl tillhörde Emile Durkheim-kretsens mera avlägsna medlemmar. Han var särskilt intresserad av de ”primitiva” folkens tänkesätt. Han var intresserad inte av psykologiska skillnader, utan riktade uppmärksamhet främst på kollektivets idéer och tänkesätt. Enligt honom tänkte ”primitiva” folk på ett prelogiskt sätt. De styrdes mera av det känslo- och upplevelsemässiga istället för det reflekterande och analytiska. Varje kultur har enligt honom sin speciella metod att kategorisera och resonera på. Genom studier av samtida etnografiska källor utgick Lévy-Bruhl från att primitiva folks tänkesätt skilde sig avgörande från västerlänningars.
Därmed inledde han en lång och mångskiftande debatt om "primitiva" människor tänker på ett i grunden annorlunda sätt än "moderna" människor. Enligt honom tillämpade de primitiva ett "prelogiskt" tänkande, enligt vilket till exempel en människa kan vara både sig själv och samtidigt en annan varelse. 
Frågor om primitiva folks livsvärld och kultur var översättningsbara har sysselsatt antropologer sedan dess. Eller var deras livsform så tätt kopplad till deras eget språk att översättning är dömt att misslyckas? Sådana frågor är grundläggande för antropologi eftersom den är en jämförande samhällsvetenskap. När den tyske upptäcktsresanden von den Steinen under senare delen av 1800-talet rapporterade att bororofolket i Amazonas beskrev sig själva som röda aror drog inte bara Lévy-Bruhl slutsatsen att bororofolket uppenbarligen var oförmöget till logiskt tänkande. För hur är det möjligt att tro att man är både papegoja och människa samtidigt. Detta problem kvarstår ännu. 
- Tänker "primitiva", analfabetiska folk på ett sätt som fundamentalt skiljer sig från vårt eget tänkande?
- Om det är så, är det då möjligt att förstå deras livsvärldar och översätta dem till jämförande antropologisk terminologi?
- Är den antropologiska terminologin konstitutivt kulturellt innesluten, eller representerar den ett slags kontexoberoende, och därför komparativt användbart, språk?

Det finns många infallsvinklar på dessa frågor, men vad som enar nästan alla antropologer är att skillnaderna inte är medfödda, orsakas inte av "rasmässiga" skillnader. Lévy-Bruhls tidiga och hans senare formuleringar har varit inspirationskällor för antropologer, bland andra Evans-Pritchard och Lévi-Strauss. Evans-Pritchard introducerade också Lévy-Bruhl för en engelsktalande miljö. Idén om en kvalitativ och absolut skillnad mellan primitiva och civiliserade människors mentalitet övergav Lévy-Bruhl på grund av kritik från andra antropologer i ett verk som publicerades postumt, men förfäktade ändå förekomsten av en "mystisk mentalitet" som följer andra logiska principer än den västerländska vetenskapen. 
Liknande uppfattningar har använts för att framhäva den västerländska kulturens överlägsenhet med det logiska tänkandet som särskilt firmamärke. Sådana uppfattningar har använts för att diskriminera folk, men även att framhålla den ädle vilden i exotismens förtecken.

## Publikationer
- Les fonctions mentales dans les sociétés inférieures (1910)
- La mentalité primitive (1922)
- L'âme primitive (1927)
- Le surnaturel et la nature dans la mentalité primitive (1931)
- La mythologie primitive (1935)
- L'expérience mystique et les symboles chez les primitifs (1938)
- Les carnets de Lucien Lévy-Bruhl (publ. postumt 1949)